# Cernele, Dolj
Cernele este un sat ce aparține municipiului Craiova din județul Dolj, Oltenia, România. Este străbătut de șoseaua județeană DJ606.
 Acest articol despre o localitate din județul Dolj este deocamdată un ciot. Puteți ajuta Wikipedia prin completarea lui.